# Cmentarz w Aleksandrowie (Warszawa)
Cmentarz w Aleksandrowie lub cmentarz w Falenicy – parafialny cmentarz rzymskokatolicki położony na terenie osiedla Aleksandrów w warszawskiej dzielnicy Wawer przy ul. Złotej Jesieni.

## Historia
Cmentarz założono w 1932 z myślą o lokalnej społeczności Aleksandrowa i Falenicy. W 1939 w centralnej części cmentarza utworzono kwaterę wojenną, w której spoczęli żołnierze polegli 19 września 1939 w bitwie pod Falenicą. W późniejszym okresie w kwaterze tej chowano także żołnierzy Armii Krajowej oraz żołnierzy 1 Armii Wojska Polskiego poległych w latach 1944–1945. 
W 1950 na cmentarzu utworzono kwaterę wojskową i z pomnikiem z krzyżem Grunwaldu oraz napisem – „Zginęli w  obronie ojczyzny, walcząc z hitlerowskim okupantem”.
Od 2017 cmentarz ujęty jest w gminnej ewidencji zabytków.

## Pochowani
Na cmentarzu spoczywają, m.in.:
- Henryk Bałuch (1932–2020) – polski specjalista w zakresie dróg kolejowych, pedagog[4]
- ks. dr Henryk Franciszek Chudek[5] − duszpasterz parlamentarzystów
- Janusz Janecki (1937–2008) – polski architekt krajobrazu, profesor SGGW i KUL
- Antoni Krauze (1940–2018) – polski reżyser i scenarzysta filmowy
- Andrzej Langner (1935–2021) – polski dermatolog, prof. dr hab. n. med.[6]
- Seweryn Orzełowski (1940–1997) – polski specjalista w zakresie budowy pojazdów
- Jerzy Pawłowski (1932–2005) – polski szermierz, olimpijczyk, szpieg.
- Franciszek Pieczka (1928–2022) – polski aktor teatralny i filmowy[7]
- ks. Sylwester Szulczyk[3] − ksiądz
- Jadwiga Wierzbiańska (1902–1983) – naczelniczka Harcerek w latach 1931–1937.